# Acide lévulinique
L'acide lévulinique, ou acide 4-oxopentanoïque, est un composé organique de la famille des cétoacides (plus précisément de la famille des γ-cétoacides), de formule CH3C(O)CH2CH2CO2H. Il se présente sous la forme d'un solide blanc cristallin, soluble dans l'eau, l'éthanol et l'éther.

## Synthèse
Historiquement, l'acide lévulinique a été synthétisé par Justus von Liebig, par l'action de l'acide sulfurique sur un sucre. L'actuelle méthode est proche, l'acide lévulinique étant préparé en laboratoire par chauffage du saccharose en présence d'acide chlorhydrique concentré. Ce procédé se déroule avec pour intermédiaires le glucose, qui s'isomérise en fructose puis en hydroxyméthylfurfural. D'autres dérivés de sucre (lévulose (=D-fructose), inuline, amidon) et d'autres acides (acide sulfurique, ...) peuvent être utilisés.

## Utilisation
L'acide lévulinique est un précurseur de polymères (polyesters, polyamides), de caoutchouc synthétique et de plastiques. C'est un intermédiaire synthétique polyvalent, utilisé par exemple dans la synthèse de composés pharmaceutiques. C'est aussi un précurseur dans la production industrielle d'autres produits chimiques, tels que le méthyltétrahydrofurane, la γ-valérolactone et le lévulinate d'éthyle.
L'acide lévulinique est également un photosensibilisant utilisé en photochimiothérapie.
L'acide lévulinique est un additif utilisé dans les cigarettes pour augmenter la libération de nicotine dans la fumée et améliorer la liaison de la nicotine aux récepteurs neuronaux.
En biochimie, l'acide δ-aminolévulinique, un dérivé de l'acide lévulinique, est un intermédiaire dans la biosynthèse de porphyrine.

## Sécurité
L'acide lévulinique a une DL50 par voie orale de 1 850 mg·kg-1 (rat).